# Liga ACT 2019
La temporada 2019 de la Liga ACT (conocida como Eusko Label Liga por motivos de patrocinio) es la decimoséptima edición de la competición de traineras organizada por la Asociación de Clubes de Traineras. Compitieron 12 equipos encuadrados en un único grupo. La temporada regular comenzó el 22 de junio en Bilbao (Vizcaya) y terminó el 25 de agosto en Boiro (La Coruña). Posteriormente, se disputaron los play-off para el descenso a la Liga ARC o a la Liga LGT.

## Sistema de competición
La competición consta de tres tipos de regatas:
- Regatas puntuables: computan para la clasificación de la liga y todos los clubes deben participar en ellas.
- Regatas no puntuables: no computan para la clasificación de la liga y los clubes pueden no participar en ellas mediando causa justificada. En la temporada 2019, no hubo regatas de este tipo.
- Regatas de play-off: se disputan 2 regatas en la que participan el clasificado en undécimo lugar antes de las dos últimas regatas y dos representantes de la Liga ARC y otros dos de la LGT. El clasificado en último lugar desciende directamente.

En esta edición se disputaron 20 banderas durante la temporada regular y dos regatas de play-off. Todos los integrantes de la Liga ACT disputan las regatas puntuables excepto las dos últimas ya que éstas coinciden con el desarrollo de los play-off. En estas dos últimas regatas no participan los siguientes clasificados después de la decimoctava regata: los clasificados en los puestos noveno y décimo; el penúltimo clasificado ya que rema en la tanda de los play-off y el último, que desciende directamente a las ligas ARC o LGT. Por tanto, estas dos últimas banderas solo las disputan los ocho primeros clasificados tras la disputa de las 18 primeras regatas.

## Calendario

### Temporada regular
Las siguientes regatas tuvieron lugar en 2019.
| Orden | Regata                                                        | Fecha            | Hora  | Localidad       | Provincia  |
| ----- | ------------------------------------------------------------- | ---------------- | ----- | --------------- | ---------- |
| 1     | X Bandera de Bilbao                                           | 22 de junio      | 18:00 | Bilbao          | Vizcaya    |
| 2     | XXXVI Bandera Petronor                                        | 23 de junio      | 12:00 | Ciérvana        | Vizcaya    |
| 3     | I Bandera Repsol Electricidad y Gas                           | 29 de junio      | 18:00 | Santander       | Cantabria  |
| 4     | XXXIII Bandera El Correo-Gran Premio BBK                      | 30 de junio      | 11:30 | Lequeitio       | Vizcaya    |
| 5     | III Bandera Ciudad de La Coruña (jornada 1)                   | 6 de julio       | 18:00 | La Coruña       | La Coruña  |
| 6     | III Bandera Ciudad de La Coruña (jornada 2)                   | 7 de julio       | 11:30 | La Coruña       | La Coruña  |
| 7     | XII Bandera Donostiarra-Kaiarriba - Amenabar                  | 13 de julio      | 18:00 | San Sebastián   | Guipúzcoa  |
| 8     | VII Bandera La Caixa                                          | 14 de julio      | 11:40 | Castro-Urdiales | Cantabria  |
| 9     | XXIX Bandera de Orio - VII Bandera Orio Kanpina               | 20 de julio      | 18:00 | Orio            | Guipúzcoa  |
| 10    | XVIII Bandera Ayuntamiento de Sestao                          | 21 de julio      | 11:30 | Sestao          | Vizcaya    |
| 11    | LX Bandera de Santurce                                        | 27de julio       | 18:15 | Santurce        | Vizcaya    |
| 12    | XLI Bandera de Guecho - XV Homenaje a Lehendakari J.A. Agirre | 28 de julio      | 11:40 | Guecho          | Vizcaya    |
| 13    | XXXV Bandera de Ondárroa - Gran Premio Cikautxo               | 10 de agosto     | 18:00 | Ondárroa        | Vizcaya    |
| 14    | XXXII Bandera de Fuenterrabía - Gran Premio Mapfre            | 11 de agosto     | 11:40 | Fuenterrabía    | Guipúzcoa  |
| 15    | XLII Bandera de Zarauz (jornada 1)                            | 17 de agosto     | 18:00 | Zarauz          | Guipúzcoa  |
| 16    | XLII Bandera de Zarauz (jornada 2)                            | 18 de agosto     | 11:40 | Zarauz          | Guipúzcoa  |
| 17    | II Bandera Concejo de Bueu - Gran Premio Teccarsa-Rehau-Roto  | 24 de agosto     | 18:00 | Bueu            | Pontevedra |
| 18    | XXIX Bandera Concejo de Boiro                                 | 25 de agosto     | 12:00 | Boiro           | La Coruña  |
| 19    | XXXVII Bandera Villa de Bermeo                                | 14 de septiembre | 18:00 | Bermeo          | Vizcaya    |
| 20    | XLV Bandera El Corte Inglés                                   | 15 de septiembre | 11:40 | Portugalete     | Vizcaya    |

### Play-off de ascenso a Liga ACT
| Orden | Regata      | Fecha            | Hora  | Provincia |
| ----- | ----------- | ---------------- | ----- | --------- |
| 1     | Bermeo      | 14 de septiembre | 18:00 | Vizcaya   |
| 2     | Portugalete | 15 de septiembre | 11:40 | Vizcaya   |

## Traineras participantes
| Equipo                              | Nombre de la Trainera                    | Localidad     | Provincia |
| ----------------------------------- | ---------------------------------------- | ------------- | --------- |
| Cabo                                | Archivo:Solid Solid red.svg Cabo da Cruz | Boiro         | La Coruña |
| Astillero-Repsol Electricidad y Gas | San José XV                              | El Astillero  | Cantabria |
| Zierbena-Bahías de Vizcaya          | Zierbena                                 | Ciérvana      | Vizcaya   |
| Santurtzi-Iberdrola                 | Sotera                                   | Santurce      | Vizcaya   |
| Kaiku                               | Bizkaitarra                              | Sestao        | Vizcaya   |
| Urdaibai-Avia                       | Bou Bizkaia                              | Bermeo        | Vizcaya   |
| Lekittarra-Elecnor                  | Lekittarra                               | Lequeitio     | Vizcaya   |
| Ondarroa-Cikautxo                   | Antiguako ama                            | Ondárroa      | Vizcaya   |
| Orio-Babyauto                       | San Nikolas                              | Orio          | Guipúzcoa |
| Donostiarra                         | Torrekua II                              | San Sebastián | Guipúzcoa |
| San Pedro                           | Libia                                    | Pasajes       | Guipúzcoa |
| Hondarribia-Go Fit                  | Ama Guadalupekoa                         | Fuenterrabía  | Guipúzcoa |

Los clubes participantes están ordenados geográficamente, de oeste a este.

### Equipos por provincia
| Provincia | N. | Equipos |
| --------- | -- | --- |
| Vizcaya   | 6  | Kaiku, Lekittarra-Elecnor, Ondarroa-Cikautxo, Santurtzi-Iberdrola, Urdaibai-Avia, Zierbena-Bahías de Vizcaya |
| Guipúzcoa | 4  | Donostiarra, Hondarribia-Go Fit, Orio-Babyauto, San Pedro                                                    |
| Cantabria | 1  | Astillero-Repsol Electricidad y Gas                                                                          |
| La Coruña | 1  | Cabo |

### Ascensos y descensos
| Pos. | Ascendidos de liga ARC 2018         |
| ---- | ----------------------------------- |
| 1.º  | Astillero-Repsol Electricidad y Gas |
| 2.º  | Lekittarra-Elecnor                  |

| Pos. | Descendidos a liga ARC 2019 |
| ---- | --------------------------- |
| 11.º | San Juan-Sumelec            |
| 12.º | Tirán-Pereira               |

     Ascenso después de play-off.

     Descenso directo ordinario.

     Descenso después de play-off.

## Clasificación

### Temporada regular
A continuación se recoge la clasificación en cada una de las regatas disputadas.
Los puntos se reparten entre los doce participantes en cada regata.
| Posición | 1.º | 2.º | 3.º | 4.º | 5.º | 6.º | 7.º | 8.º | 9.º | 10.º | 11.º | 12.º |
| Puntos   | 12  | 11  | 10  | 9   | 8   | 7   | 6   | 5   | 4   | 3    | 2    | 1    |

| Pos. | Club                                | Trainera                                 | 1 BIL | 2 PET | 3 REP | 4 COR | 5 CO1 | 6 CO2 | 7 DON | 8 CAX | 9 ORI | 10 SES | 11 SCE | 12 GUE | 13 OND | 14 FUE | 15 ZA1 | 16 ZA1 | 17 BUE | 18 BOI | 19 BER | 20 ING | Puntos |
| ---- | ----------------------------------- | ---------------------------------------- | ----- | ----- | ----- | ----- | ----- | ----- | ----- | ----- | ----- | ------ | ------ | ------ | ------ | ------ | ------ | ------ | ------ | ------ | ------ | ------ | ------ |
| 1    | Orio-Babyauto                       | Txiki                                    | 1     | 1     | 2     | 2     | 1     | 4     | 1     | 3     | 2     | 3      | 1      | 2      | 4      | 1      | 3      | 2      | 5      | 1      | 1      | 7      | 213    |
| 2    | Hondarribia-Go Fit                  | Ama Guadalupekoa                         | 4     | 4     | 1     | 4     | 3     | 1     | 6     | 4     | 1     | 5      | 3      | 5      | 1      | 4      | 1      | 1      | 2      | 4      | 2      | 3      | 201    |
| 3    | Santurtzi-Iberdrola                 | Sotera                                   | 2     | 7     | 4     | 1     | 2     | 5     | 3     | 6     | 3     | 1      | 2      | 3      | 2      | 3      | 2      | 3      | 1      | 5      | 3      | 6      | 196    |
| 4    | Zierbena-Bahías de Vizcaya          | Zierbena                                 | 3     | 3     | 3     | 5     | 5     | 3     | 2     | 1     | 5     | 2      | 4      | 8      | 3      | 7      | 4      | 4      | 3      | 2      | 7      | 5      | 181    |
| 5    | Urdaibai-Avia                       | Bou Bizkaia                              | 5     | 5     | 6     | 7     | 4     | 6     | 4     | 2     | 6     | 4      | 6      | 4      | 5      | 2      | 5      | 6      | 6      | 3      | 4      | 1      | 169    |
| 6    | Donostiarra                         | Torrekua II                              | 6     | 2     | 5     | 3     | 6     | 2     | 5     | 5     | 4     | 7      | 5      | 1      | 6      | 5      | 7      | 8      | 4      | 6      | 5      | 4      | 164    |
| 7    | Ondarroa-Cikautxo                   | Antiguako ama                            | 7     | 8     | 8     | 9     | 8     | 8     | 8     | 10    | 8     | 6      | 7      | 9      | 7      | 6      | 6      | 5      | 7      | 9      | 6      | 2      | 116    |
| 8    | Cabo                                | Archivo:Solid Solid red.svg Cabo da Cruz | 9     | 9     | 7     | 6     | 7     | 11    | 10    | 7     | 7     | 8      | 8      | 7      | 8      | 8      | 9      | 7      | 8      | 8      | 8      | 8      | 100    |
| 9    | Kaiku                               | Bizkaitarra                              | 8     | 6     | 9     | 8     | 9     | 7     | 7     | 12    | 9     | 9      | 9      | 6      | 9      | 10     | 8      | 10     | 12     | 7      | DNP    | DNP    | 79     |
| 10   | Lekittarra-Elecnor                  | Lekittarra                               | 10    | 10    | 11    | 11    | 12    | 9     | 9     | 8     | 11    | 12     | 11     | 12     | 10     | 9      | 12     | 9      | 9      | 12     | DNP    | DNP    | 47     |
| 11   | San Pedro                           | Libia                                    | 11    | 11    | 12    | 10    | 10    | 12    | 12    | 11    | 10    | 11     | 12     | 11     | 11     | 11     | 10     | 11     | 10     | 11     | DNP    | DNP    | 37     |
| 12   | Astillero-Repsol Electricidad y Gas | San José XV                              | 12    | 12    | 10    | 12    | 11    | 10    | 11    | 9     | 12    | 10     | 10     | 10     | 12     | 12     | 11     | 12     | 11     | 10     | DNP    | DNP    | 37     |

| Color     | Resultado                        |
| --------- | -------------------------------- |
| Oro       | Ganador                          |
| Plata     | Segundo                          |
| Bronce    | Tercero                          |
| Verde     | Puntuó                           |
| Sin color | DNP - Inscrito pero no participó |

San Pedro ocupó la undécima posición ya que quedó 10 veces en mejor posición que Astillero, frente a las 8 que Astillero quedó por delante, por lo que dicho club ocupó la última posición.

### Play-off de ascenso a Liga ACT
Los puntos se reparten entre los cinco participantes en cada regata.
| Posición | 1.º | 2.º | 3.º | 4.º | 5.º |
| Puntos   | 5   | 4   | 3   | 2   | 1   |

| Pos. | Club             | Trainera              | 1 BER | 2 POR | Puntos |
| ---- | ---------------- | --------------------- | ----- | ----- | ------ |
| 1    | Ares             | Santa Olalla de Lubre | 1     | 2     | 9      |
| 2    | Zarautz-Babyauto | Enbata                | 2     | 1     | 9      |
| 3    | Deusto-Bilbao    | Tomatera              | 3     | 4     | 5      |
| 4    | Tirán Pereira    | Pereira               | 5     | 3     | 5      |
| 5    | San Pedro        | Libia                 | 4     | 5     | 3      |

Tras la suma de los tiempos de las dos jornadas, Club de Remo Ares logra la primera plaza.